# Pescatoria lalindei
Pescatoria lalindei är en orkidéart som först beskrevs av Jean Jules Linden, och fick sitt nu gällande namn av Robert Louis Dressler. Pescatoria lalindei ingår i släktet Pescatoria och familjen orkidéer.
Artens utbredningsområde är Colombia. Inga underarter finns listade i Catalogue of Life.

## Bildgalleri

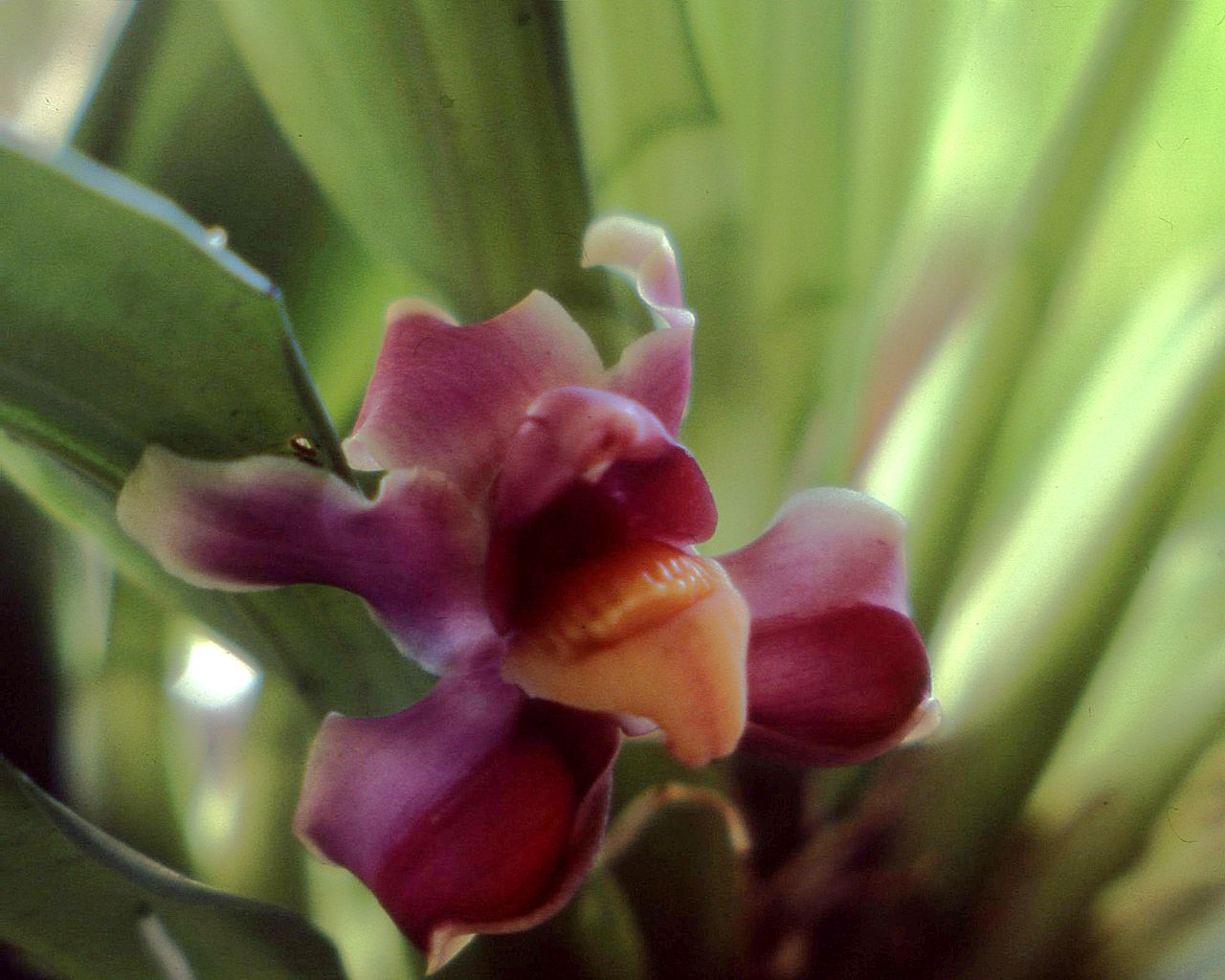